# Tolpis
Tolpis, pępawnica (Tolpis Adans.) – rodzaj roślin zielnych, należący do rodziny astrowatych. Obejmuje 22 gatunki. Rośliny te występują naturalnie w basenie Morza Śródziemnego i w Europie Środkowej, na północ sięgając do Czech i Niemiec, na Bliskim Wschodzie, w Afryce Północnej oraz we wschodniej części tego kontynentu sięgając po jego południowy kraniec i Madagaskar. Centrum zróżnicowania stanowią wyspy Makaronezji, gdzie rośnie ich 15 gatunków. Szeroko rozprzestrzeniony poza pierwotny zasięg jest tolpis wąsatka Tolpis barbata introdukowany na Wyspy Brytyjskie, do Kalifornii, Wenezueli i Australii.

## Morfologia
PokrójRośliny jednoroczne, rzadziej byliny i rośliny dwuletnie, osiągające od kilku do ponad 100 cm wysokości. Wytwarzają korzenie palowe. Pędy zwykle pojedyncze, czasem rozgałęziające się w górze, nagie lub owłosione.
LiścieOdziomkowe i łodygowe, ogonkowe lub siedzące (w górze pędu zwykle siedzące). Blaszka jajowatolancetowata do równowąskiej, całobrzega, ząbkowana do pierzasto klapowanej, naga lub owłosiona.
KwiatyZebrane w koszyczki wyrastające pojedynczo lub w luźnych podbaldachach na szczycie pędu. Szypuły kwiatostanów cienkie (nierozdęte). Pod okrywami znajduje się 8–13 równowąskich lub nitkowatych listków. Okrywy są dzwonkowate, o średnicy od 5 do ponad 10 mm. Listki okrywy w liczbie ponad 20, w dwóch lub większej liczbie serii, równowąskie, na szczycie nitkowato zakończone, równej lub nierównej długości, często pajęczynowato owłosione. Dno koszyczka płaskie, dziurkowane, bez plewinek. Kwiaty w liczbie 30 do ponad 100, wszystkie języczkowate, zwykle żółte, często wewnętrzne fioletowate lub brązowe.
OwoceBrązowe lub czarne niełupki kształtu walcowatego, bez dzióbka, z 6–8 zazwyczaj wiązkami lub żeberkami, nagie lub owłosione. Na szczycie z trwałym, białawym puchem kielichowym.

## Systematyka
Rodzaj z podplemienia Cichoriinae, plemienia Cichorieae i podrodziny Cichorioideae w obrębie rodziny astrowatych Asteraceae.
Wykaz gatunków
- Tolpis azorica (Nutt.) P.Silva
- Tolpis barbata (L.) Gaertn. – tolpis wąsatka[5], pępawnica brodata[6]
- Tolpis calderae Bolle
- Tolpis capensis (L.) Sch.Bip.
- Tolpis coronopifolia (Desf.) Biv.
- Tolpis crassiuscula Svent.
- Tolpis farinulosa Walp.
- Tolpis glabrescens Kämmer
- Tolpis glandulifera Bolle
- Tolpis × grossii Talavera
- Tolpis laciniata Webb
- Tolpis lagopoda C.Sm. ex Link
- Tolpis liouvillei Braun-Blanq. & Maire
- Tolpis macrorhiza (Banks ex Hook.) DC.
- Tolpis mbalensis G.V.Pope
- Tolpis nemoralis Font Quer
- Tolpis proustii Pit.
- Tolpis santosii D.J.Crawford, Mort & J.K.Archibald
- Tolpis staticifolia (All.) Sch.Bip.
- Tolpis succulenta (Aiton) Lowe
- Tolpis umbellata Bertol.
- Tolpis virgata (Desf.) Bertol.
- Tolpis webbii Sch.Bip.